# Aéroport de Deer Lake
Cet article concerne un aéroport en Ontario. Pour l'aéroport à Terre-Neuve-et-Labrador, voir Aéroport régional de Deer Lake.
L'aéroport de Deer Lake est situé à 5,6 km au nord de Deer Lake en Ontario au Canada.